# Wan Qian
Wan Qian (chino simplificado= 万茜, chino tradicional= 萬茜) también conocida como Regina Wan, es una actriz y cantante china.

## Biografía
Estudió en el "Shanghai Theatre Academy".
En el 2015 comenzó a salir con el actor taiwanés Joseph Chang, sin embargo la relación terminó meses después.
Wan se casó con su novio, un fotógrafo publicitario, la pareja le dio la bienvenida a su primera hija el 9 de noviembre del 2017.

## Carrera
Es miembro de la agencia "Beijing Sheng Yi Entertainment Co. Ltd.". 
El 6 de agosto del 2013 se unió al elenco de la serie Flowers in Fog donde dio vida a Bai Haihua, la hermana mayor de Bai Menghua (Yan Zi), una mujer que comienza a trabajar como enfermera en el Centro de Enfermería Especial Familiar de los Geng y termina enamorándose de Geng Ruo Chen (Yao Yuan Hao), hasta el final de la serie el 28 de agosto del mismo año.
En septiembre del mismo año se unió al elenco de la película Paradise in Service donde interpretó a Ni Ni, una joven misteriosa pero amigable de Shanghái que le enseña al soldado Lo Pao-tai (Ethan Juan), a tocar la guitarra de quien se enamora.
El 29 de enero del 2017 se unió al elenco principal de la serie The Glory of Tang Dynasty donde interpretó a Dugu Jingyao, la hija del Príncipe de Yunnan, una general que lucha junto al Príncipe de Guangping, Li Chu (Ren Jialun), con quien se casa a pesar de saber que él no la ama y está enamorado de alguien más.
En noviembre del mismo año se unió al elenco de la serie Game of Hunting donde dio vida a Xiong Qingchun, una empresaria con un pensamiento rápido y capaz que es la mano derecha de Zheng Qiudong (Hu Ge) y su segunda novia.
El 21 de noviembre del mismo año se unió al elenco de la serie Tribes and Empires: Storm of Prophecy donde interpretó a Nanku Yueli, la sobrina de la Emperatriz de Nanku, Mingyi, es una mujer malvada y tiránica cuyo objetivo es el de convertirse en la próxima Emperatriz. La actriz Ma Zehan interpretó a Yueli de joven.
El 27 de marzo del 2018 se unió al elenco principal de la serie Secret of the Three Kingdoms donde dio vida a Fu Shou, la Emperatriz de Han y esposa de Liu Xie (Ma Tianyu), hasta el final de la serie el 15 de mayo del mismo año.
En junio del mismo año se unió al elenco de la serie Lost in 1949 donde interpretó a Huang Liwen, una contadora y agente comunista que a su regreso a su ciudad natal para conmemorar la muerte de su esposo y camarada, se le ordena obtener información valiosa para el Partido Comunista y así ayudarlos en su búsqueda de liberación, hasta el final de la serie en julio del mismo año.
El 6 de diciembre del 2019 se unirá al elenco de la película The Wild Goose Lake (南方车站的聚会) donde dio vida a Yang Shujun.
El 13 de enero del 2020 se unió al elenco principal de la serie New World (新世界) “Nuevo Mundo” donde interpretó a Tian Dan, quien se enamora del oficial de la policía Xu Tian (Yin Fang), hasta el final de la serie el 20 de febrero del mismo año.
Ese mismo año se unirá al elenco principal de la serie The Twelfth Second donde dará vida a Hu Jiaying, la esposa del detective Zhao Yi Chen (Zhong Ren).
Ese mismo mes se unirá al elenco principal de la serie Young Army Officers donde interpretará a la soldado Xu Xiao Bing.
También se unirá al elenco de la serie The Investigator.

## Filmografía

### Series de televisión
| Año             | Título                                | Personaje             | Notas                |
| --------------- | ------------------------------------- | --------------------- | -------------------- |
| 2020 - presente | The Investigator                      | -                     | -                    |
| 2020 - presente | The Twelfth Second                    | Hu Jiaying / Xu Han   |                      |
| 2020 - presente | Young Army Officers                   | Xu Xiaobing           |                      |
| 2020            | New World                             | Tian Dan              | 70 episodios         |
| 2018            | Lost in 1949                          | Huang Liwen           | 46 episodios         |
| 2018            | Secret of the Three Kingdoms          | Emperatriz Fu Shou    | 40 episodios         |
| 2017            | Tribes and Empires: Storm of Prophecy | Nanku Yueli           | (aparición especial) |
| 2017            | Game of Hunting                       | Xiong Qingchun        |                      |
| 2017            | The Glory of Tang Dynasty             | Consorte Dugu Jingyao | 92 episodios         |
| 2017            | The Perfect Couple                    | Jiang Yifan           |                      |
| 2017            | Mature Male Develop a Mind            | Shen Yutong           |                      |
| 2016            | 128 Incident                          | Zhou Huping           |                      |
| 2016            | To Be a Better Man                    | Xu Li                 | (aparición especial) |
| 2015            | Say No for Youth                      | Jiang Danchen         |                      |
| 2014            | The Children Came Home                | Zhang Jiachao         |                      |
| 2014            | Ten Rides of Red Army                 | Dai Lan               |                      |
| 2014            | War of Marriage                       | Hai Lan               |                      |
| 2013            | Phoenix Nirvana                       | An Ran                |                      |
| 2013            | Flowers in Fog                        | Bai Haihua (Lang Hua) | 54 episodios         |
| 2013            | The Sweet Burden                      | Jian Ai               |                      |
| 2012            | Home, Sweet Home                      | Bai Muxi              |                      |
| 2012            | Before Decisive Battle                | Feng Yufei            |                      |
| 2012            | The Family and Love                   | Zhang Qian            |                      |
| 2012            | If I Really                           | Qian Xiaosui          |                      |
| 2012            | King for Legend                       | Jian Ping             |                      |
| 2011            | Naked Wedding                         | Chen Jiaojiao         |                      |
| 2010            | Bridge of Life & Death                | Yin Biting            |                      |
| 2010            | My Children, My Home                  | Lin Yuhong            |                      |
| 2010            | Shanghai Shanghai                     | Liu Xiaonan           |                      |
| 2009            | 浴血记者                              | Fan Xiaoyun           |                      |
| 2009            | Goddess of Mercy                      | Tian Suzhen           |                      |
| 2008            | 长江一号                              | Xu Mianchu            |                      |
| 2007            | Justice Department 2                  | Tan Xiaoyu            |                      |
| 2005            | Secret Order 1949                     | Yang Liu              |                      |
| 2005            | An Angel's Voice                      | Chen Ziwei            |                      |
| 2002            | 金锁记                                | Juan'er               |                      |

### Películas
| Año  | Título                               | Personaje   | Notas                                                                                     |
| ---- | ------------------------------------ | ----------- | ----------------------------------------------------------------------------------------- |
| 2020 | New World                            | -           | junto a Sun Honglei, Hu Jing, Zhang Luyi, Zhang Yao, Yin Fang, Zhou Dongyu y Wang Jinsong |
| 2020 | Ren chao xiong yong                  | -           | junto a Andy Lau y Xiao Yang                                                              |
| 2019 | The Youthful China in the Headlines  | -           | (corto) - junto a Zhu Yilong, Bai Jingting, Dong Zijian, Zhou Dongyu y Chen Xingxu        |
| 2019 | Abominable                           | -           | (doblaje chino) - junto a Arthur Chen, Zhang Zifeng y Cai Ming                            |
| 2019 | The Wild Goose Lake (南方车站的聚会) | Yang Shujun | junto a Hu Ge, Gwei Lun-mei, Liao Fan, Zhang Yicong, Qi Dao y Huang Jue                   |
| 2017 | Guilty of Mind (心理罪)              | Qiao Lan    | junto a Li Yifeng, Liao Fan, Li Chun y Yu Lang                                            |
| 2017 | God of War (荡寇风云)                | Lady Qi     | junto a Vincent Zhao, Sammo Hung, Yasuaki Kurata y Keisuke Koide                          |
| 2016 | The Insanity (你好，疯子)            | An Xi       |                                                                                           |
| 2016 | Hide & Seek (捉迷藏)                 | Ping Zhi    |                                                                                           |
| 2015 | The Laundryman (青田街一号)          | Lin Xiang   |                                                                                           |
| 2013 | Paradise in Service (军中乐园)       | Ni Ni       | junto a Ethan Juan, Chen Jianbin, Wang Po-chieh e Ivy Chen                                |
| 2012 | 柳如是                               | Liu Rushi   |                                                                                           |

### Revistas / sesiones fotográficas
| Año  | Título                                      | Notas                      |
| ---- | ------------------------------------------- | -------------------------- |
| 2020 | AKOOL                                       |                            |
| 2020 | Beijing Youth Weekly                        | [ 6 ]                      |
| 2020 | Bluecharm Magazine                          |                            |
| 2019 | Grazia China - Christmas Special Edition    | (publicación de diciembre) |
| 2019 | Modern Weekly                               | junto a Zhang Zifeng       |
| 2019 | Harper’s Bazaar China - Women Power Special |                            |
| 2019 | Magia Magazine                              |                            |
| 2019 | NEW ONE                                     | (publicación de agosto)    |

### Eventos
| Año  | Título                            | Notas                                                                          |
| ---- | --------------------------------- | ------------------------------------------------------------------------------ |
| 2020 | Jiangsu TV’s May 5 Gala           | (interpretó el tema: "Red High Heels") - junto a Han Xue y Liu Mintao          |
| 2019 | CCTV’s New Year Countdown Concert |                                                                                |
| 2019 | Zhejiang TV’s T-Mall 11.11 Gala   | (bailó el tema: "Bengawan Solo" (美丽的梭罗河)) - junto a Kwai Lun-mei y Hu Ge |
| 2019 | HLA Event                         | en Shanghái - junto a Lin Gengxin                                              |

## Discografía

### Álbum
| Año  | Título                               | Notas |
| ---- | ------------------------------------ | ----- |
| 2010 | "Thousand of Words" (万语千言)       | -     |
| 2007 | "Universal Gratification" (万有引力) | -     |

### Singles
| Año  | Canción                         | Álbum                              | Notas          |
| ---- | ------------------------------- | ---------------------------------- | -------------- |
| 2017 | "Step Aside for You" (为你成全) | OST de "The Glory of Tang Dynasty" | junto a Li Nan |

### Otras canciones
| Año  | Título | Álbum                                                  | Notas                                                                                 |
| ---- | ------ | ------------------------------------------------------ | ------------------------------------------------------------------------------------- |
| 2020 | 战疫   | Lanzado por China Federation of Literary & Art Circles | (Canción para apoyar a quienes luchan contra el coronavirus) - junto a otros artistas |

## Premios y nominaciones
| Año  | Categoría               | Premio                                     | Serie / Película    | Resultado |
| ---- | ----------------------- | ------------------------------------------ | ------------------- | --------- |
| 2019 | Best Actress            | Magnolia Award - 25th Shanghao TV Festival | All Is Well         | pendiente |
| 2015 | Best Supporting Actress | Asian Film Award                           | Paradise in Service | Nominada  |
| 2015 | Best Supporting Actress | China Film Media Award                     | Paradise in Service | Nominada  |
| 2014 | Best Supporting Actress | Golden Horse Award                         | Paradise in Service | Ganó      |